# Code Black (Musiker)
Code Black (* 30. Juli 1987 in Sydney, bürgerlich Corey Soljan) ist ein australischer DJ und Musikproduzent. Seine Musik ist in das Genre des Euphoric Hardstyle einzuordnen. Er steht aktuell bei Brennan Hearts Label WE R Music unter Vertrag. Seit 2011 ist er in Breda, Niederlande wohnhaft.

## Karriere
Einige Monate nach der Trennung von Bioweapon veröffentlichte er seine Single Red Planet, welche großen Erfolg verzeichnete.
2013 wurde er bei den In The Mix Top 50 People’s Choice Awards 2013, welche eine nationale Umfrage zur Bestimmung der besten Künstler in Australien ist, auf Platz 15 der NATIONAL TOP 50 DJs gewählt. Im selben Jahr unterzeichnete er auch einen Vertrag bei WE R Music. Seine Single Brighter Day war die erste Veröffentlichung auf genanntem Label. Sie erreichte Platz 28 der niederländischen Charts, jedoch stieß sie auf Kritik, „sie sei zu kommerziell“ und „nur auf Charterfolg aus“.
Im Jahr danach erreichte er den 92. Platz beim DJ Mag Top 100 Voting. Zusammen mit Atmozfears steuerte er die Anthem zum XXlerator Festival namens Accelerate bei. Die Single blieb einige Wochen auf dem ersten Platz der Charts auf hardstyle.com und ist mit über 9 Millionen Streams allein auf Spotify seine meistgestreamte Single. (Stand: Dezember 2019) Später im selben Jahr veröffentlichte er die Single Pandora, welche ebenfalls den ersten Platz auf hardstyle.com erreichte, sowie Unleash The Beast, welche die Anthem der diesjährigen Defqon.1 war.
Am 13. August 2018 veröffentlichte er sein erstes Album Journey, welches 19 Songs enthält. Darunter sind Kollaborationen mit beispielsweise Toneshifterz, Adrenalize oder Da Tweekaz, wie auch ein Remix von Nicky Romeros Lighthouse, welchen er ebenfalls mit Toneshifterz produzierte.
Seit der Gründung tritt er auf verschiedenen Festivals wie beispielsweise Defqon.1, Tomorrowland, Decibel Outdoor und Airbeat One auf.

## Bioweapon
Von 2008 bis 2011 produzierte Soljan zusammen mit Audiofreq als Duo-Projekt Bioweapon Musik. Sie traten auch zusammen auf.
Im Jahre 2015 schlossen sie sich wieder zusammen und machten eine kleine Tour zusammen. Im Folgejahr veröffentlichten sie zusammen die Single The Lost Empire, welche die offizielle Anthem des Emporium Festivals 2016 war, sowie eine EP namens Load The Weapon EP, die die Tracks Reload The Weapon und Make A Move beinhaltet.

## Diskografie

### Alben
2019 
- Journey

### EPs
2012 
- Activated / Your Moment (mit Wasted Penguinz)

 2018 
- Chapter 1
- Chapter 2
- Chapter 3

### Singles
2011 
- Visions
- Red Planet

 2012 
- F.E.A.R.
- Can’t Hold Me Back
- About The Music

 2013 
- Brighter Day
- R.E.V.O.L.U.T.I.O.N.
- I.N.C.O.N.T.R.O.L.
- Feels Good

 2014 
- Pandora
- Tonight Will Never Die (mit Brennan Heart)
- Accelerate (Official XXlerator Anthem 2014) (mit Atmozfears)
- Starting Over (mit Atmozfears)
- Unleash The Beast (Defqon.1 Australia Anthem 2014)
- Tonight Will Never Die (Audiotricz Remix) (mit Brennan Heart)

 2015 
- Draw Me Closer
- Accelerate (Darren Styles Edit) (mit Atmozfears)
- New World (ft. Chris Madin)
- End Like This (mit Wasted Penguinz, ft. Insali)
- Kick It Up Now (mit Toneshifterz)
- Triangle
- Predator

 2016 
- See The Light (mit Da Tweekaz und Paradise)
- Dragonblood (Defqon.1 Australia Anthem 2016) (mit Audiofreq und Toneshifterz)
- Are You Ready

 2017 
- Wild Ones
- Broken (mit Brennan Heart und Jonathan Mendelsohn)

 2018 
- Sparks (mit Darren Styles)

 2019 
- GTFO (mit Hard Driver)

 2020 
- FUCK YEAH (mit Timmy Trumpet, Will Sparks, ft. Toneshifterz)
- Accelerate (Chill Mix) (mit Atmozfears)
- Shake Ya Shimmy (mit Da Tweekaz)
- All Or Nothing (mit Atmozfears und Toneshiferz)
- One In A Million (mit Atmozfears; ft. David Spekter)
- Fade Away (mit Sickddellz)

### Auf Alben
2018 
- Before You Go (mit Toneshifterz, auf Toneshifterz - Shifting To The Source)

 2020 
- Take Your Pain (mit Brennan Heart, auf Brennan Heart - Brennan Heart & Friends)

### Auf Compilations
2012 
- About The Music (mit Toneshifterz, auf Hard With Style)

 2013 
- Running Late (Brennan Heart & Code Black MF Earthquake Rawmix) (mit Brennan Heart, auf Be Yourself Dance Vol. 2)

 2016 
- Survive (mit DV8 Rocks! und Zany, auf Gary D. pres. 50 D.Techno Traxx)

### Remixe
2012 
- Black & White - Get Ya Hands Up

 2017 
- Gareth Emery ft. Christina Novelli - Concrete Angel (mit Coone)

 2020 
- Audiotricz - Let There Be Light
- Brennan Heart - Outcasts (mit Toneshifterz)